# Vetenskapsradion Klotet
Vetenskapsradion Klotet är ett populärvetenskapligt radioprogram som sänds i Sveriges Radio P1 sedan 2009. Programmet bevakar miljöfrågor ur ett internationellt och vetenskapligt perspektiv och med olika tema varje vecka.
Programmet produceras i Uppsala och leds av Marie-Louise Kristola, producent är Mona Hambraeus och reportrar Niklas Zachrisson samt Björn Gunér.
Det sänds onsdagseftermiddagar och har fler än 200 000 lyssnare.

## Priser
Programmet har nominerats till bland annat Prix Italia och Miljöjournalistpriset.